# 結城忠
結城 忠（ゆうき まこと、1944年-　）は、日本の教育行政学者。国立教育政策研究所名誉所員、白鷗大学教授。
広島市生まれ。広島大学政経学部卒業。大阪市立大学法学部を経て、広島大学大学院教育学研究科博士課程単位取得退学。国立教育研究所研究員・主任研究官・室長、ドイツ国際教育研究所客員研究員、国立教育政策研究所総括研究官、2009年上越教育大学教職大学院教授、白鷗大学教授。2007年「生徒の法的地位に関する学校法学的研究」で広島大学より教育学博士の学位を取得。第14期日本教育行政学会会長。

## 著書
- 『教育法制の理論 日本と西ドイツ』教育家庭新聞社 1988
- 『学校教育における親の権利』海鳴社 1994
- 『生徒の法的地位』教育開発研究所 2007
- 『教育の自治・分権と学校法制』東信堂 2009
- 『日本国憲法と義務教育』青山社 2012
- 『憲法と私学教育 私学の自由と私学助成』協同出版 2014

### 共編著
- 『学習塾 子ども・親・教師はどう見ているか』橋迫和幸,佐藤全共著 ぎょうせい 1987
- 『日本の教育 第3巻 岐路に立つ教育行財政』ウィリアム・K.カミングス共編著 教育開発研究所 1990
- 『ドイツの教育』天野正治,別府昭郎共編著 東信堂 1998
- 『教育法規重要用語300の基礎知識』編 明治図書出版 重要用語300の基礎知識 2000
- 『必携学校小六法 2005年度版』下村哲夫,杉原誠四郎監修 葉養正明,若井彌一共編 協同出版 2004
- 『必携学校小六法 2006年度版』白石裕,杉原誠四郎, 葉養正明,若井彌一共編 協同出版 2005
- 『必携学校小六法 2012年度版』河野和清,高見茂,葉養正明, 若井彌一共編 杉原誠四郎監修 協同出版 2011
- 『必携教職六法 2014年度版』若井彌一監修 河野和清,高見茂共編集委員 協同出版 2013

翻訳
- ヘルマン・アベナリウス『ドイツの学校と教育法制』監訳 教育開発研究所 2004

## 論文
- Cinii